# Tomasz Frankowski
Tomasz Frankowski (Białystok, 16 agosto 1974) è un politico ed ex calciatore polacco, di ruolo attaccante.

## Biografia
In occasione delle europee del 2019 è divenuto europarlamentare per la Coalizione Europea.

## Carriera
Ha giocato al Jagiellonia Białystok, poi in Francia allo Strasburgo, in Giappone al Nagoya Grampus, poi nuovamente in Francia allo Stade Poitevin e al Martigues, al Wisła Cracovia, all'Elche, al Wolverhampton, al Tenerife. Dopo l'esperienza col Chicago Fire, è tornato allo Jagiellonia.

## Palmarès

### Club

#### Competizioni internazionali
- Coppa Intertoto UEFA: 1

Strasburgo: 1995

#### Competizioni nazionali
- Supercoppa del Giappone: 1

Nagoya Grampus: 1996
- Campionato polacco: 5

Wisła Cracovia: 1998-1999, 2000-2001, 2002-2003, 2003-2004, 2004-2005
- Supercoppa di Polonia: 2

Wisła Cracovia: 2001
Jagiellonia: 2010
- Coppa di Polonia: 3

Wisła Cracovia: 2001-2002, 2002-2003
Jagiellonia: 2009-2010

### Individuale
- Capocannoniere del campionato polacco: 4

1998-1999 (21 gol), 2000-2001 (19 gol), 2004-2005 (25 gol), 2010-2011 (14 gol)